# Caramoran
Caramoran es un municipio filipino de tercera clase, perteneciente a la provincia de Catanduanes, en la región de Bicolandia.

## Toponimia
El lugar puede aparecer referido como «Caramoran» y «Caramuran».

## Historia
Hacia mediados del siglo XIX, el lugar, por entonces dependiente de Pandan, en la provincia de Albáy, tenía contabilizada una población de 1013 habitantes, repartidos en 136 casas. Aparece descrito en el primer volumen del Diccionario geográfico, estadístico, histórico de las Islas Filipinas (1850) de Manuel Buzeta Núñez y Felipe Bravo con las siguientes palabras:

CARAMORAN ó CARAMURAN: pueblo, que forma jurisd. ecl. con Pandan, y tienen entre ambos cura; pero cada cual con su gobernadorcillo para la administracion civil, en la isla de Catanduanes, adscrita á la prov. de Albay, dióc. de Nueva-Cáceres; sit. en los 127° 52' 30" long., 13° 50' 30" lat., en la costa occidental de la isla, á la orilla der. del r. de su nombre, en terreno desigual, á la falda de los montes centrales de la isla, que se inclinan por la parte superior de ella, hácia el occidente de la misma: está defendido de los monzones del N. E., y el clima es templado y saludable. Tiene como unas 136 casas, en general de sencillísima construccion, distinguiéndose solo entre ellas la casa llamada tribunal; sirviéndoles en lo espiritual el cura de la matriz, que es un clérigo indio. Confina por N. con Pandan, que se halla el estremo setentrional de la isla; por N. E. con Bagamanoc, Payo y Biga, situados sobre la costa N. E. de la misma; por E. con los montes centrales de la misma y sus estensos despoblados, y asimismo por el S.: sus límites occidentales son marítimos. El terreno en su mayor parte es desigual y montuoso, pero, sin embargo, bastante fértil; hallándose en sus montes, escelentes maderas de construccion y ebanistería; caza mayor y menor de javalíes, búfalos y venados, y una multitud de especies de aves: tambien se encuentra en ellos cera y miel, que depositan las abejas en los troncos de los árboles y en todos los huecos de las rocas, sin ningun cuidado del hombre. En los territorios reducido á cultivo se cosecha bastante arroz, maiz, caña dulce, mongos, cocos y añil. ind.: la principal ocupacion de estos hab. es la agricultura, la pesca y la fabricacion de tejidos ordinarios de algodon y abacá, y ademas el beneficio de sus prod. naturales y fabriles. pobl. 1,013 alm., 143 trib., que ascienden á 1,430 rs. plata, equivalentes á 3,575 rs. vn.
(Buzeta y Bravo, 1850, p. 517)

En 2020, tenía censados 32 114 habitantes.